# Кашина Горете (Кунео)
Кашина Горете је насеље у Италији у округу Кунео, региону Пијемонт.
Према процени из 2011. у насељу је живело 21 становника. Насеље се налази на надморској висини од 269 м.